# Límit de Bekenstein

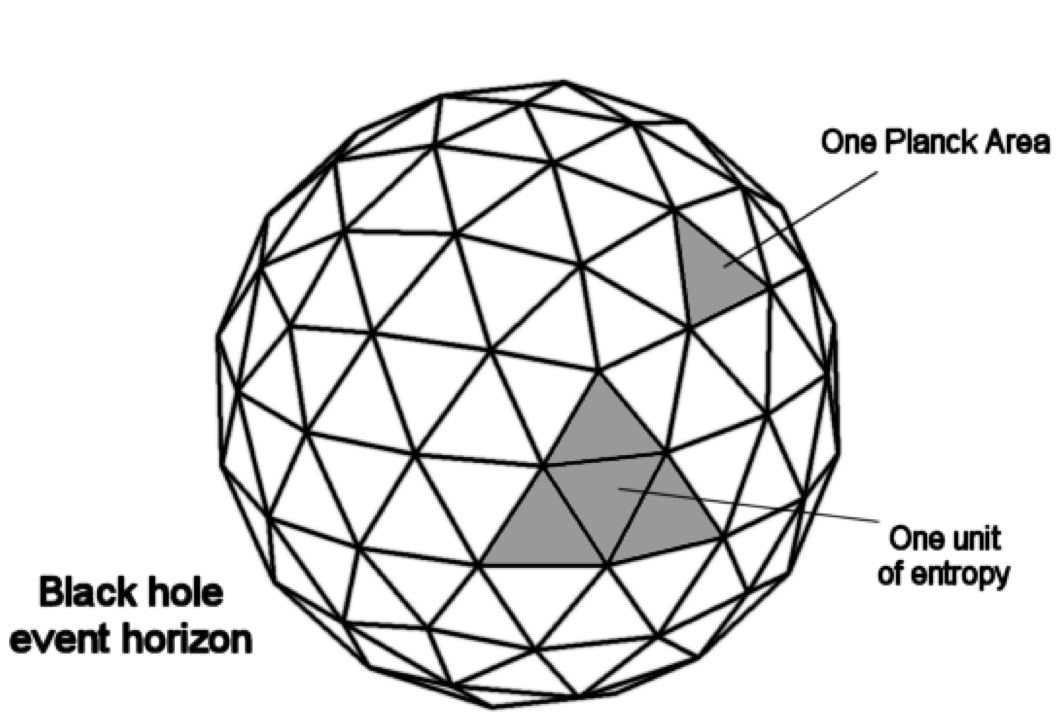
Segons la cota de Bekenstein, l'entropia d'un forat negre és proporcional al nombre d'àrees de Planck que necessitarien per cobrir l'horitzó d'esdeveniments del forat negre.

En física, la cota o límit de Bekenstein (anomenada així en honor a Jacob Bekenstein) és un límit superior de l'entropia termodinàmica S, o entropia de Shannon H, que es pot contenir dins d'una regió finita determinada de l'espai que té una quantitat finita d'energia, o al contrari, la quantitat màxima d'informació necessària per descriure perfectament un sistema físic donat fins al nivell quàntic. Implica que la informació d'un sistema físic, o la informació necessària per descriure perfectament aquest sistema, ha de ser finita si la regió de l'espai i l'energia són finites. En informàtica això implica que els models no finits com les màquines de Turing no es poden realitzar com a dispositius finits.

## Equacions
La forma universal de l'enllaç va ser trobada originalment per Jacob Bekenstein el 1981 com la desigualtat{\displaystyle S\leq {\frac {2\pi kRE}{\hbar c}},}on S és l'entropia, k és la constant de Boltzmann, R és el radi d'una esfera que pot incloure el sistema donat, E és la massa-energia total que inclou les masses en repòs, ħ és la constant de Planck reduïda i c és la velocitat de llum. Tingueu en compte que, tot i que la gravetat té un paper important en la seva aplicació, l'expressió de l'enllaç no conté la constant gravitatòria G, i per tant, s'hauria d'aplicar a la teoria quàntica de camps en l'espai-temps corbat.
L'entropia del límit Bekenstein-Hawking dels forats negres tridimensionals satura exactament el límit. El radi de Schwarzschild ve donat per{\displaystyle A=4\pi r_{\rm {s}}^{2}={\frac {16\pi G^{2}M^{2}}{c^{4}}},}i utilitzant la longitud de Planck
{\displaystyle l_{\rm {P}}^{2}=\hbar G/c^{3},}l'entropia de Bekenstein-Hawking és{\displaystyle S={\frac {kA}{4\ l_{\rm {P}}^{2}}}={\frac {4\pi kGM^{2}}{\hbar c}}.}Una interpretació de l'enllaç fa ús de la fórmula microcanònica per a l'entropia,
{\displaystyle S=k\log \Omega ,}on {\displaystyle \Omega } és el nombre d'estats propis d'energia accessibles al sistema. Això equival a dir que la dimensió de l'espai de Hilbert que descriu el sistema és{\displaystyle \dim {\mathcal {H}}=\exp \left({\frac {2\pi RE}{\hbar c}}\right).}El lligat està estretament associat amb la termodinàmica del forat negre, el principi hologràfic i l'entropia covariant lligat de la gravetat quàntica, i es pot derivar d'una forma forta conjecturada d'aquesta última.

## Orígens
Bekenstein va derivar el límit a partir d'arguments heurístics relacionats amb els forats negres. Si existeix un sistema que viola el límit, és a dir, en tenir massa entropia, Bekenstein va argumentar que seria possible violar la segona llei de la termodinàmica baixant-la a un forat negre. El 1995, Ted Jacobson va demostrar que les equacions de camp d'Einstein (és a dir, la relativitat general) es poden derivar assumint que la cota de Bekenstein i les lleis de la termodinàmica són certes. No obstant això, mentre que es van idear una sèrie d'arguments que mostren que ha d'existir alguna forma de cota perquè les lleis de la termodinàmica i la relativitat general fossin mútuament coherents, la formulació precisa de la cota va ser un tema de debat fins al treball de Casini el 2008.